# Eugen Hess

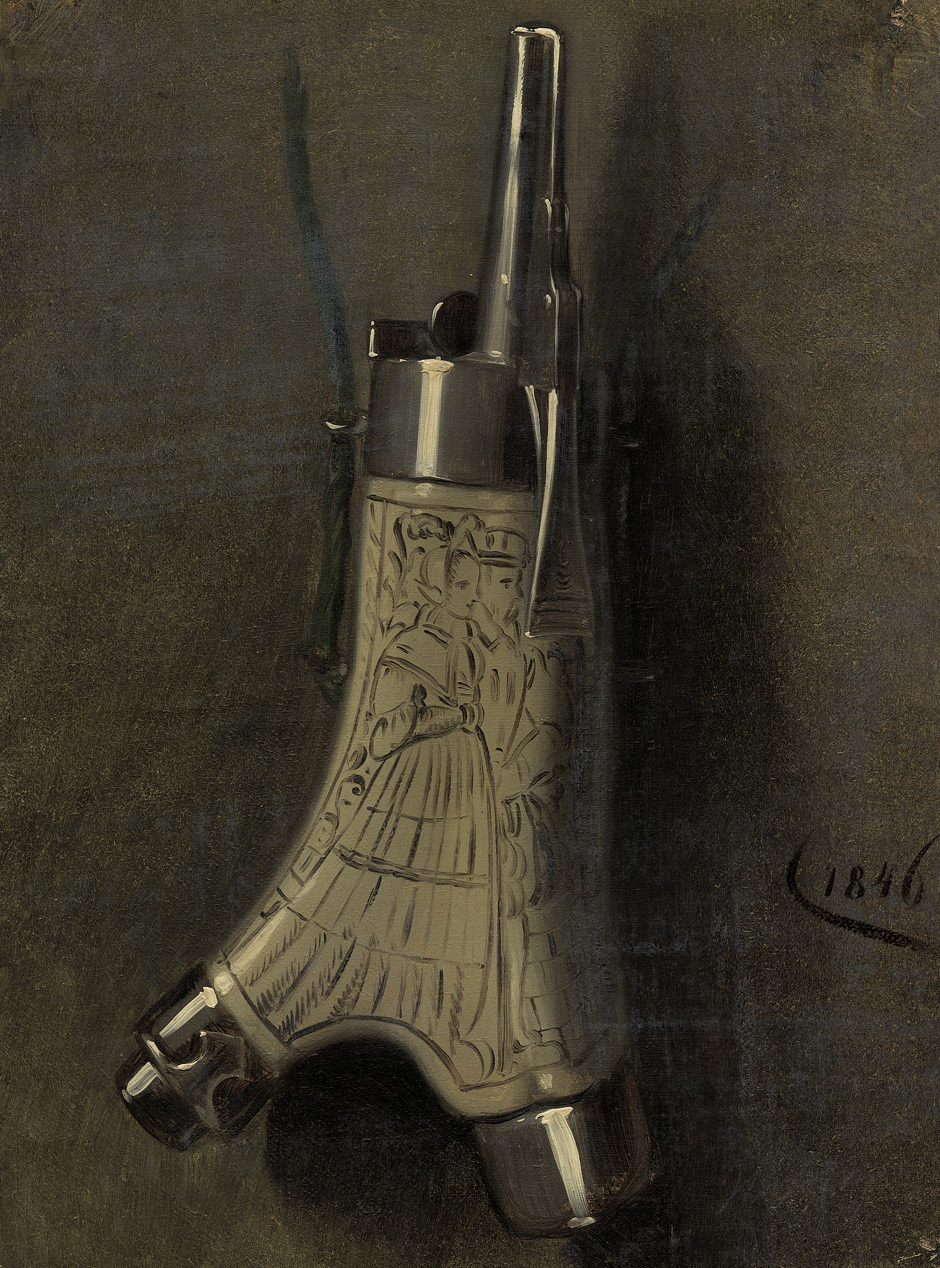
Eugen Hess, kruthorn (1846).

Eugen Hess, född 1824, död 1862, var en tysk målare.
Hess framställde helst jakt- och krigsscener, gärna med figurer i äldre tiders färgrika dräkter.